# Mansoura (Tlemcen)
Mansoura è un comune dell'Algeria, situato nella provincia di Tlemcen.